# 2nd Dragoon Guards (Queen’s Bays)
Die 2nd Dragoon Guards (Queen’s Bays) waren ein Kavallerieregiment der britischen Armee, das von 1685 bis 1959 bestand.

## Geschichte

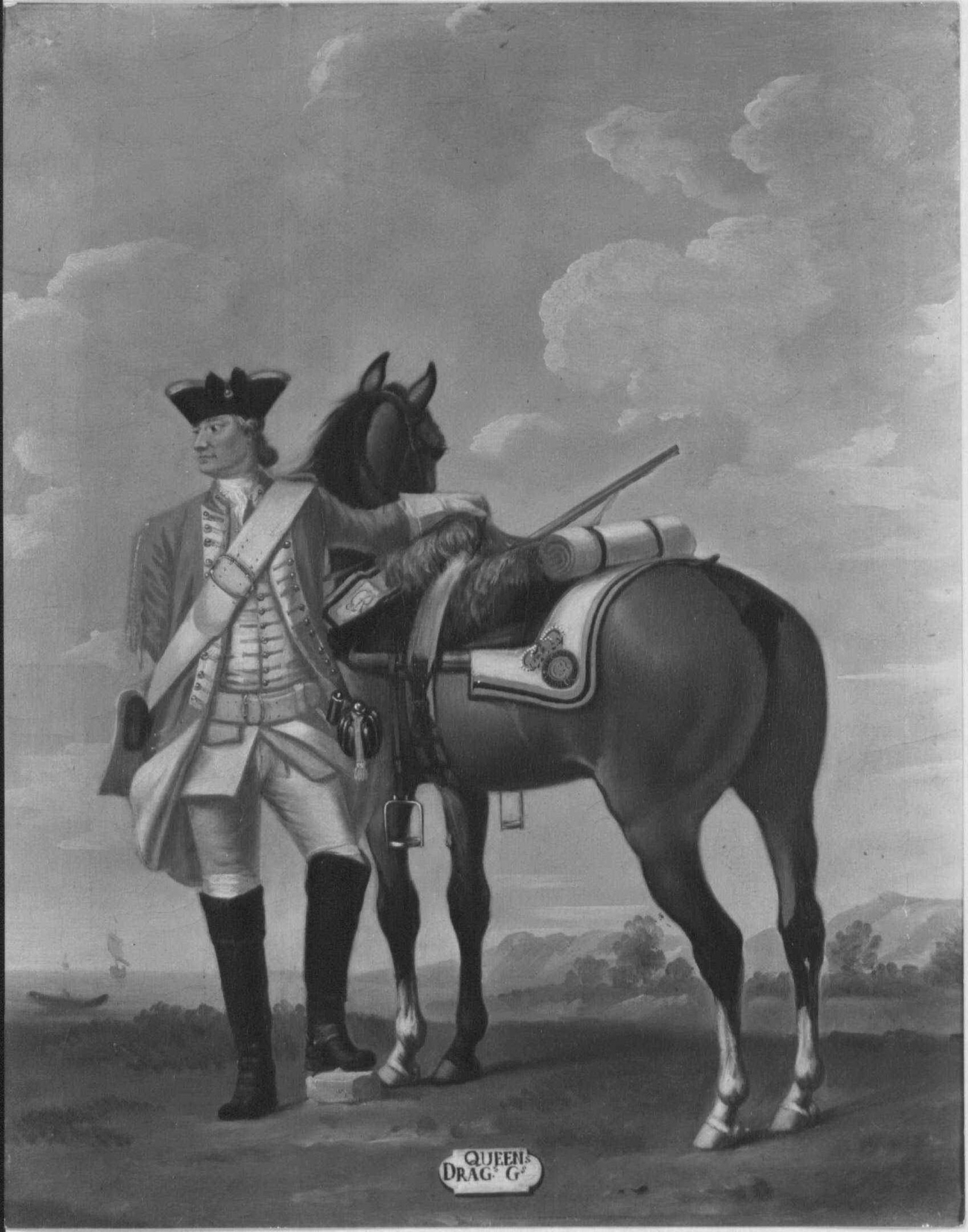
Trooper der 2nd Dragoon Guards, 1751

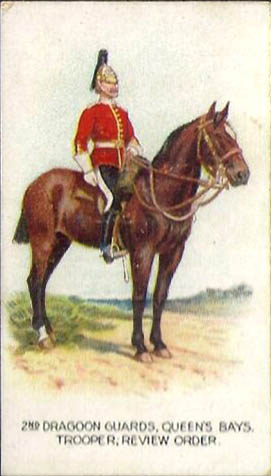
Trooper der 2nd Dragoon Guards, 1912

Das Regiment wurde am 20. Juni 1685 gegründet, um für König Jakob II. gegen die Monmouth Rebellion zu kämpfen. Das Regiment wurde durch Zusammenlegung von vier unabhängigen Kavallerieeinheiten geschaffen, die in Hounslow, Edgware, London und Yorkshire aufgestellt worden waren. Erster Colonel des Regiments war Henry Mordaunt, 2. Earl of Peterborough. Wie damals üblich wurde das Regiment bis 1751 nach dem jeweiligen Colonel benannt und hieß entsprechend zunächst Earl of Peterborough’s Regiment of Horse und unter den nachfolgenden Colonels entsprechend Villiers’ Regiment of Horse, Leveson’s Regiment of Horse, Harvey’s Regiment of Horse etc.
Im Rahmen der Glorious Revolution lief das Regiment bereits 1688 zu Jakobs’ Rivalen Wilhelm III. über und kämpfte für ihn im Krieg der zwei Könige in Irland in den Schlachten am Boyne (1690) und bei Aughrim. Zwischen 1694 und 1698 für William im Neunjährigen Krieg in den Niederlanden. Während des Spanischen Erbfolgekriegs (1702–1713) kämpfte es in Portugal und Spanien bei Almansa (1707) und Almenar (1710), wurde jedoch bei Brihuega (1710) von überlegenen Truppen überwältigt und geriet in Gefangenschaft. Im Rahmen eines Gefangenenaustauschs kehrte es bald darauf nach Großbritannien zurück.
1715 erhielt das Regiment zu Ehren von Caroline, Princes of Wales zu The Princess of Wales’s Own Regiment of Horse umbenannt. Nachdem diese 1727 Queen Consort wurde, wurde der Regimentsname entsprechend zu The Queen’s Own Regiment of Horse geändert. Das Regiment nahm an der Niederschlagung der Jakobitenaufstände von 1715 und 1745 teil.
Am 25. Dezember 1746 wurde das Regiment von einem „Regiment of Horse“ zu „Dragoon Guards“ umklassifiziert (und dabei der Sold halbiert). Das Regiment hieß nun The Queen’s Regiment of Dragoon Guards. Als eine einheitliche Nummerierung der Regimenter der British Army eingeführt wurde, erhielt das Regiment als zweitrangältestes Regiment nach den 1st (The King’s) Dragoon Guards am 1. Juli 1751 den Namen 2nd (The Queen’s) Regiment of Dragoon Guards.
Während des Siebenjährigen Krieges kämpfte das Regiment in Korbach (1760), Warburg (1760) und Wilhelmsthal (1762), bevor es 1763 nach England zurückkehrte, um dortige Unruhen niederzuschlagen.
1767 wurde die Gewohnheit des Regiments, nur braune Pferde (englisch Bays) zu reiten, in seinen Namen aufgenommen, der fortan 2nd Dragoon Guards (Queen’s Bays) lautete.
Das Regiment kämpfte in den ersten drei Jahren der französischen Revolutionskriege (1793–1802) in Deutschland, den Niederlanden und Nordfrankreich. Dazu gehörten die Schlacht bei Valenciennes (1793) und der Einsatz als Infanterie bei der Belagerung von Dünkirchen (1793), wo das Gelände zu sumpfig war, um als Kavallerie eingesetzt zu werden. Das Regiment kehrte Ende 1795 nach Großbritannien zurück. Nach der Niederlage Napoleons im Sommerfeldzug von 1815 kehrte das Regiment auf den Kontinent zurück und schloss sich für drei Jahre der Besatzungsarmee an.
Nach einer langen Zeit als Polizei- und Garnisonstruppe in Großbritannien wurde das Regiment nach dem Ausbruch des Sepoyaufstands 1857 nach Indien entsandt und half dort im März 1858 bei der Einnahme von Lucknow. Danach verbrachte es den Großteil des restlichen 19. Jahrhunderts als Garnison in Indien oder im Heimatdienst. 1901 wurde es auch in den Zweiten Burenkrieg (1899–1902) entsandt, nahm dort an den Anti-Guerilla-Operationen teil und erlitt im April 1902 bei Leeuwkop schwere Verluste.
Nach Ausbruch des Ersten Weltkriegs wurde das Regiment als Teil der 1st Cavalry Division und der British Expeditionary Force ab August 1914 an der Westfront eingesetzt. Es kämpfte sowohl als berittenes als auch als Infanterieregiment in vielen Gefechten, darunter beim Rückzug von Mons (1914), Le Cateau (1914), an der Marne (1914), Ypern (1914), an der Somme (1916), Arras (1917), Cambrai (1917) und Scarpe (1918).

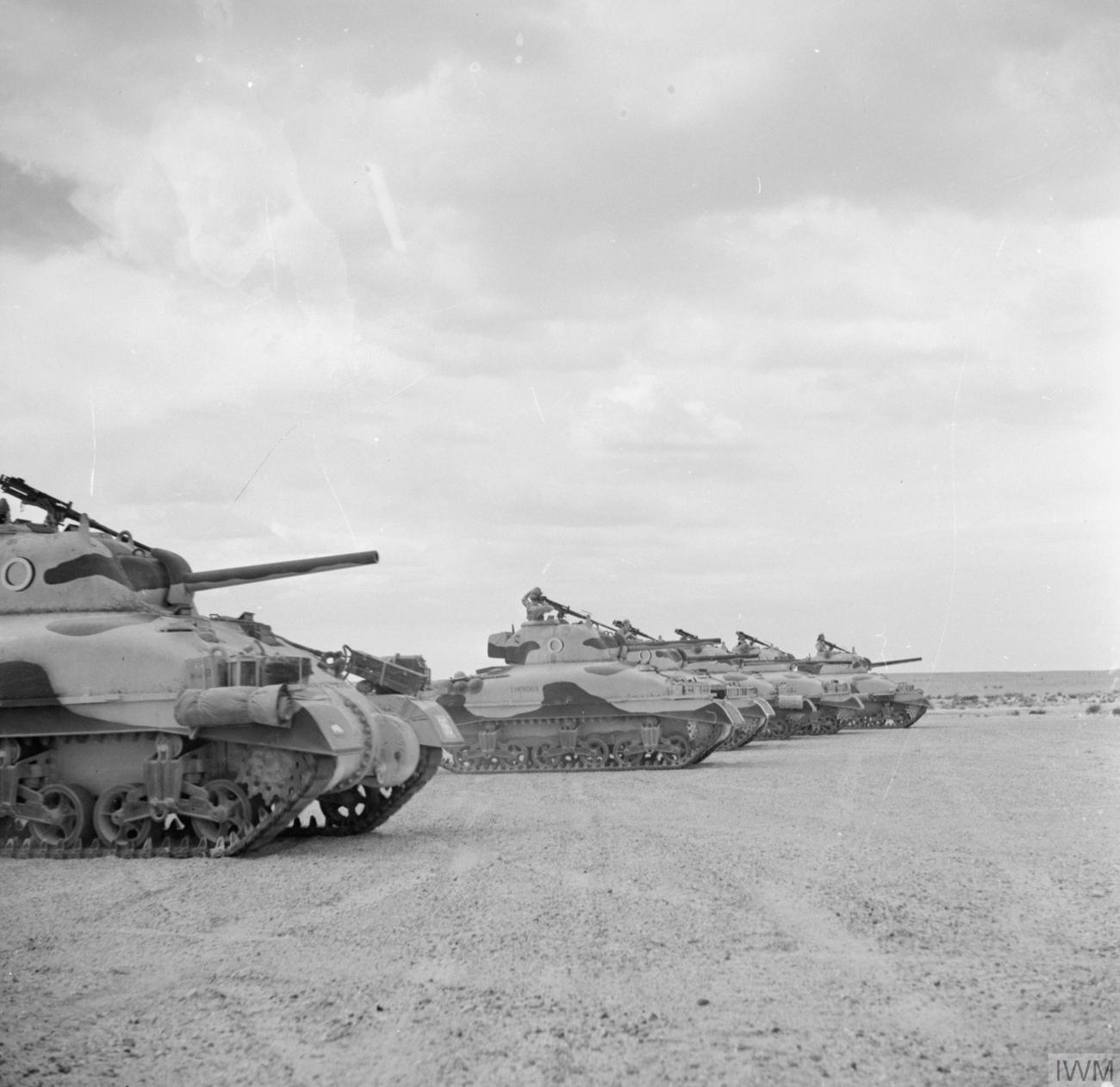
Sherman-Panzer der 2nd Dragoon Guards bei El Alamein, 1942

Das Regiment wurde 1921 zu Queen’s Bays (2nd Dragoon Guards) umbenannt und verbrachte die Zwischenkriegszeit in Ägypten, Indien und England, wo es 1936 mechanisiert, das heißt mit leichten Panzern ausgerüstet, wurde. Im April 1939 schloss es sich dem Royal Armoured Corps an. Im Zweiten Weltkrieg kämpfte es im Mai und Juni 1940 in Nordfrankreich (Westfeldzug), bevor es aus Brest evakuiert wurde. Bis November 1941 hatte es sich erholt und neu ausgerüstet, wurde nach Nordafrika entsandt und kämpfte 1942 in Gazala und der Ersten und Zweiten Schlacht von El Alamein. An einem Punkt des Feldzugs blieb es rekordverdächtige 19 Tage ununterbrochen im Einsatz – länger als jedes andere Panzerregiment an diesem Kriegsschauplatz. Nach der Teilnahme am Tunesienfeldzug 1943 zog es im Mai 1944 nach Italien und kämpfte in mehreren Gefechten, darunter im April 1945 in der Schlacht am Argenta Gap.
Das Regiment blieb bis 1947 im Mittelmeerraum. Es folgten ab 1948 sechs Jahre bei der Britischen Rheinarmee in Fallingbostel, Westdeutschland, und ab 1954 drei Jahre in Libyen und Jordanien. 1957 kehrte das Regiment nach Großbritannien zurück.
Am 1. Januar 1959 wurde das Regiment mit dem Regiment der 1st King’s Dragoon Guards zu den 1st The Queen’s Dragoon Guards verschmolzen. Die 1st The Queen’s Dragoon Guards führen die Tradition der beiden Regimenter weiter.

## Colonels
Colonel-in-Chief des Regiments war:
- 1930–1959: Queen Elizabeth (The Queen Mother)

Colonel of the Regiment waren:
- 1685–1688: Colonel Henry Mordaunt, 2. Earl of Peterborough
- 1688–1694: Brigadier-General Hon. Edward Villiers
- 1694–1699: Brigadier-General Richard Leveson
- 1699–1712: General Daniel Harvey
- 1712–1715: Colonel John Bland
- 1715–1726: Colonel Thomas Pitt, 1. Earl of Londonderry
- 1726–1733: Field Marshal John Campbell, 2. Duke of Argyll
- 1733–1740: General William Evans
- 1740–1749: General John Montagu, 2. Duke of Montagu
- 1749–1753: Field Marshal Sir John Ligonier
- 1753–1757: Major-General Hon. William Herbert
- 1757–1759: Lieutenant-General Lord George Sackville
- 1759–1773: General John Waldegrave, 3. Earl Waldegrave
- 1773–1807: Field Marshal George Townshend, 1. Marquess Townshend
- 1807–1821: Lieutenant-General Sir Charles Cregan Craufurd
- 1821–1831: General William Loftus
- 1831–1837: General Sir James Hay
- 1837–1853: General Sir Thomas Gage Montresor
- 1853–1873: General Hon. Henry Frederick Compton Cavendish
- 1873–1874: General Sir Henry Dalrymple White
- 1874–1881: General Alexander Low
- 1881–1894: General Sir Charles Pyndar Beauchamp Walker
- 1894–1921: General Sir William Henry Seymour
- 1921–1930: Lieutenant-General Sir Hew Dalrymple Fanshawe
- 1930–1945: Lieutenant-General Sir Antony Ernest Wentworth Harman
- 1945–1954: Brigadier James Joseph Kingstone
- 1954–1959: Colonel George William Charles Draffen

## Battle Honours
Dem Regiment wurden folgende Battle Honours verliehen (englische Originalbezeichnungen):
- Vor 1914: Warburg, Willems, Lucknow, South Africa 1901–02.
- Erster Weltkrieg: Mons, Le Cateau, Retreat from Mons, Marne 1914, Aisne 1914, Messines 1914, Armentières 1914, Ypres 1914 ’15, Frezenberg, Bellewaarde, Somme 1916 ’18, Flers-Courcelette, Arras 1917, Scarpe 1917, Cambrai 1917 ’18, St. Quentin, Bapaume 1918, Rosières, Amiens, Albert 1918, Hindenburg Line, St. Quentin Canal, Beaurevoir, Pursuit to Mons, France and Flanders 1914–18.
- Zweiter Weltkrieg: Somme 1940, Withdrawal to Seine, North-West Europe 1940, Msus, Gazala, Bir el Aslagh, Cauldron, Knightsbridge, Via Balbia, Mersa Matruh, El Alamein, Tebaga Gap, El Hamma, El Kourzia, Djebel Kournine, Tunis, Creteville Pass, North Africa 1941–43, Coriano, Carpineta, Lamone Crossing, Defence of Lamone Bridgehead, Rimini Line, Ceriano Ridge, Cesena, Argenta Gap, Italy 1944–45.